# Festa Major de la Bordeta
La Festa Major de la Bordeta se celebra la primera quinzena de setembre al barri de la Bordeta, al districte de Sants-Montjuïc de Barcelona. La festa major de la Bordeta és, en realitat, la festa major d'un carrer i de dues places: el carrer dels Jocs Florals de Baix i les places del Fènix i de Súria. Aquests tres nuclis organitzen cadascun les seves activitats i el darrer dia de la festa, a la tarda, fan una acte unitari a la plaça de Celestina Vigneaux, on la cultura popular es combina amb tastos gastronòmics i mostres de balls d'arreu. Quant a les activitats de cultura tradicional als carrers, cadascun organitza la seva cantada d'havaneres o acte de foc.
Un dels actes més destacats de la festa és l'anomenat Acte unitari. L'activitat a la plaça de Celestina Vigneaux comença amb una xocolatada seguida del ball dels gegants de Sants. Després arrenca el festival «La Bordeta en dansa», que és una mostra de balls d'arreu en què participa l'Esbart Ciutat Comtal. Finalment, quan ja s'ha fet fosc, els Diables de Sants fan un espectacle de foc.